# Katarzyna Krawczyk
Katarzyna Krawczyk (Mikołajki, 6 de septiembre de 1990) es una deportista polaca que compite en lucha libre.
Ganó una medalla de bronce en el Campeonato Mundial de Lucha de 2021 y cuatro medallas en el Campeonato Europeo de Lucha entre los años 2011 y 2023. En los Juegos Europeos de Bakú 2015 obtuvo una medalla de plata en la categoría de 55 kg.

## Palmarés internacional
| Campeonato Mundial | Campeonato Mundial  | Campeonato Mundial | Campeonato Mundial |
| Año                | Lugar               | Medalla            | Categoría          |
| ------------------ | ------------------- | ------------------ | ------------------ |
| 2021               | Oslo (Noruega)      | Medalla de bronce  | 53 kg              |
| Juegos Europeos    |                     |                    |                    |
| Año                | Lugar               | Medalla            | Categoría          |
| 2015               | Bakú (Azerbaiyán)   | Medalla de plata   | 55 kg              |
| Campeonato Europeo |                     |                    |                    |
| Año                | Lugar               | Medalla            | Categoría          |
| 2011               | Dortmund (Alemania) | Medalla de bronce  | 55 kg              |
| 2018               | Kaspisk (Rusia)     | Medalla de bronce  | 53 kg              |
| 2022               | Budapest (Hungría)  | Medalla de bronce  | 53 kg              |
| 2023               | Zagreb (Croacia)    | Medalla de bronce  | 55 kg              |